# Hitoshi Yamakawa
Pour les articles homonymes, voir Yamakawa.
Hitoshi Yamakawa (山川 均, Yamakawa Hitoshi), né le 20 décembre 1880 à Kurashiki au Japon et mort d'un cancer à l'âge de 77 ans le 23 mars 1958, est un intellectuel socialiste japonais.

## Biographie
Né à Kurashiki dans la préfecture d'Okayama, il étudie à la prestigieuse université Dōshisha où il se convertit au Christianisme, mais abandonne à cause de son insatisfaction quant à la façon dont l'établissement a été restructuré pour recevoir l'accréditation du ministère de l'Éducation. Il s'installe alors à Tokyo où il aide à écrire un article sur le mariage du futur empereur, ce qui le fait condamner à deux ans de prison. Durant son incarcération, il se familiarise avec le marxisme.
Après sa libération, il rencontre le socialiste Shūsui Kōtoku qui lui offre un poste dans un journal qu'il édite mais Yamakawa refuse et retourne dans sa ville d'origine. Quelques années plus tard, il est désillusionné dans son travail et recontacte Kotoku qu'il lui offre de nouveau un poste. Yamakawa se réinstalle alors à Tokyo et commence à travailler pour le Heimin Shimbun (« La plèbe ») début 1907. Sous l'influence de Kotoku, il se convertit au syndicalisme révolutionnaire un mois après son entrée dans l'entreprise.
De nouveau condamné à la prison en 1908, il est relâché plusieurs années plus tard et retourne dans sa région natale où il évite les activités socialistes à cause de la répression du gouvernement. Il écrit ses mémoires en 1916 et se convertit au bolchévisme en 1918. En 1922, il est l'un des chefs fondateurs et idéologue du parti communiste japonais, « un changement de parcours pour le mouvement prolétarien », où il prône l'action politique directe et une meilleure organisation du mouvement syndical. Il rompt avec le parti en 1924 et devient le chef de la faction pour sa dissolution, arguant que l'époque est mauvaise pour un parti communiste au Japon. En 1927, il établit une faction marxiste, appelée Rono-ha, concurrente au parti communiste influencé par l'Internationale communiste. Il est de nouveau jeté en prison pendant une campagne du gouvernement visant à supprimer la dissidence et passe toute la guerre en incarcération.
Après le conflit, il devient conseiller du mouvement socialiste et du parti socialiste japonais. Il meurt d'un cancer en 1958. Il était marié à la féministe Yamakawa Kikue.

## Source de la traduction
- (en) Cet article est partiellement ou en totalité issu de l’article de Wikipédia en anglais intitulé « Hitoshi Yamakawa » (voir la liste des auteurs).